# 얼룩쇠뜸부기

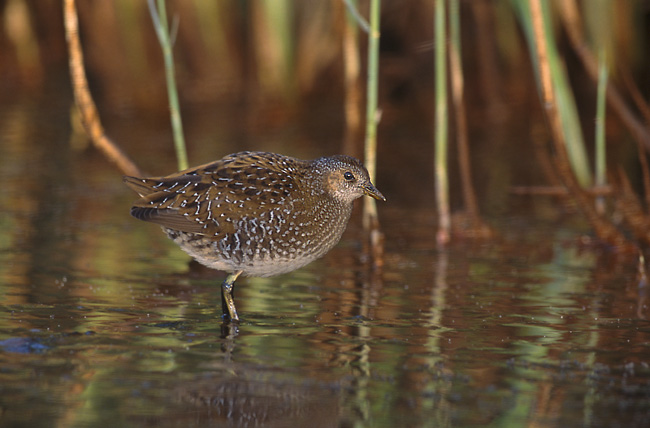

얼룩쇠뜸부기(Spotted crake, Porzana porzana)는 뜸부기과에 속하는 작은 물새이다. 학명은 작은 뜸부기를 뜻하는 베네치아어에서 유래했다.
얼룩쇠뜸부기의 번식지는 유럽의 온대 지역에서 서아시아에 이르는 소택(습지)과 사초이다. 습지 식물이 있는 건조한 곳에 둥지를 틀고 6~15개의 알을 낳는다. 이 종은 철새로 아프리카와 파키스탄에서 월동한다.
얼룩쇠뜸부기는 몸길이가 19~22.5cm(7.5~8.9인치)로 회색가슴뜸부기보다 약간 작으며, 짧고 곧은 부리와 노란색 바탕에 붉은색 밑동으로 쉽게 구별할 수 있다. 성체는 윗부분이 주로 갈색이고 가슴은 청회색이며, 옆구리에는 어두운 줄무늬와 흰색 반점이 있다. 다리는 녹색이고 발가락이 길며, 꼬리는 짧고 아랫부분은 황갈색이다.
어린 얼룩쇠뜸부기는 비슷하지만, 청회색이 갈색으로 변한다. 솜털 같은 새끼는 모든 뜸부기처럼 검은색이다.
혼란을 주는 유일한 종은 북미에서 서식하는 희귀한 방랑종인 소라이다. 하지만 이 종은 가슴에 반점이 없고, 왕관에 줄무늬가 없다.
이 새들은 진흙이나 얕은 물 속에서 부리로 먹이를 탐색하며, 눈으로 먹이를 찾는다. 주로 곤충과 수생 동물을 먹는다.
얼룩쇠뜸부기는 번식기에 매우 은밀하게 움직이기 때문에 눈에 띄기보다는 소리로만 듣는다. 이 새들은 시끄러운 소리를 내며, 채찍처럼 휘두르는 듯한 특유의 "휘이이이이이이" 소리를 반복한다. 이동 중에는 더 쉽게 볼 수 있다.
얼룩쇠뜸부기는 아프리카-유라시아 이동성 물새 보존 협정(AEWA)이 적용되는 종 중 하나이다. 서유럽 개체수는 최근 수십 년 동안 감소했으며, 현재 영국에서는 매우 희귀한 번식종이다.